# Hispanotherium
Hispanotherium ist eine ausgestorbene Gattung der Nashörner und lebte im Mittleren und Oberen Miozän vor rund 18 bis 11 Millionen Jahren. Es gehört zur näheren Verwandtschaft des Elasmotherium, ist aber aufgrund seines Alters und seiner Merkmale ein eher ursprünglicher Vertreter dieser Nashornlinie.

## Merkmale
Hispanotherium war ein relativ früher Vertreter der Elasmotherien und zeichnete sich durch einen kleineren und generell schlankeren Körperbau aus. Der Schädel erreichte eine Länge von 53 bis 57 cm und war langgestreckt und flach. Das Hinterhauptsbein war lang ausgezogen und spitzwinklig und bewirkte so eine tiefe Kopfhaltung. Der Hinterhauptswulst als Ansatzstelle der Nackenmuskulatur wies in der Aufsicht eine deutliche Einschnürung auf. Weiterhin besaß das Nasenbein eine schmale Form ohne seitliche Streckungen. Es zeigte in der Seitenansicht eine markant konvexe Biegung, so dass der vordere Teil deutlich nach vorn gerichtet und zusätzlich eher flach ausgebildet war. Hier setzte auch das Horn an, was durch perlartig aufgeraute Strukturen auf der Knochenoberfläche angezeigt wird. Die Nasenscheidewand wies keine Verknöcherungen auf, wie es für einige spätere Elasmotherien-Vertreter typisch ist. Die Stirnlinie zwischen Nasen- und Hinterhauptsbein war leicht gesattelt.

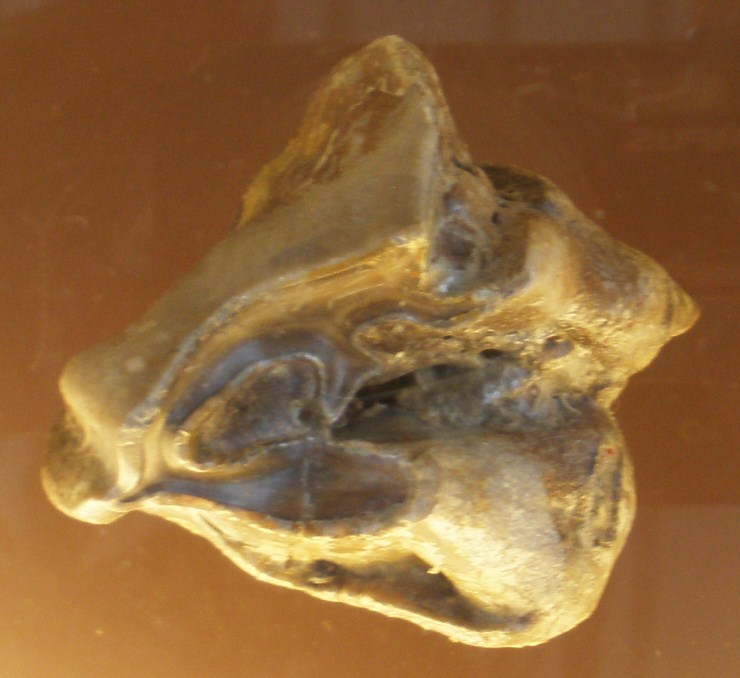
Backenzahn von Hispanotherium

Der Unterkiefer war bis zu 43 cm lang und relativ kräftig gebaut. Dabei war Symphyse weniger kräftig ausgebildet sowie schmal und endete hinter dem zweiten Prämolaren. Von der oberen Bezahnung sind die vier Prämolaren und die drei Molaren bekannt. Die mehrfach überlieferten Unterkiefer besitzen je drei Schneidezähne, drei Prämolaren und ebenfalls drei Molaren, ein Eckzahn war nicht ausgebildet. Die gegenüber späteren Elasmotherien deutlich umfangreiche Zahnanzahl zeigt die basale Stellung von Hispanotherium an. Die Schneidezähne waren dolchartig geformt, wobei der jeweils zweite größer war und bis zu 3 cm lang wurde, so dass er kleinen Stoßzähnen ähnelte. Die allgemein geringe Größe zeigt aber, dass sie sich insgesamt schon im Reduktionsprozess befanden. Die Backenzähne waren relativ hochkronig (hypsodont), jedoch nicht so extrem wie spätere Elasmotherien. Der Anteil an Zahnzement erreichte hohe Werte und auf den Kauflächen befanden deutlich gebogene Schmelzfalten. Der vorderste Prämolar war eher klein, die Größe der folgenden nahm nach hinten zu, der größte Zahn im Gebiss war der zweite Molar.
Skelettelemente des übrigen Körpers (Postcranium) sind recht häufig überliefert und umfassen die Gliedmaßen mit den Lang- sowie Hand- und Fußknochen, aber auch Reste der Wirbelsäule und der Schulterblätter. Die Langknochen waren relativ grazil, auffallend ist die übereinstimmende Größe von Humerus und Radius, beide wurden jeweils bis zu 30 cm lang. Das Femur und die Tibia hatten dagegen Längen von teilweise über 40 cm. Die Hintergliedmaßen endeten in drei Zehen, wobei der Mittelstrahl (Metatarsus III) mit einer Länge von 15 cm am stärksten ausgebildet war. Wie für Elasmotherien typisch, wiesen die Vorderbeine allerdings vier Zehen auf. Auch hier war der Mittelstrahl (Metacarpus III) mit 17 cm Länge der massivste Zeh. Der zusätzliche vierte Strahl (Metacarpus V) war mit einer Länge von 3 cm deutlich reduziert.

## Fossilfunde
Bedeutende Fundstellen stammen aus Spanien, wo sie unter anderem im Einzugsgebiet des Tajo vorkommen. Neben Schädel- und Gebissresten wurden in Torrijos (Provinz Toledo) auch umfangreiche Reste des postceaniale Skelettteile gefunden, die vor allem die Knochen des Bewegungsapparates umfassen. Das gleiche Fundspektrum weisen Reste aus La Retama (Provinz Cuenca) auf, wo rund 40 Knochen gefunden wurden, die zu drei Individuen gehören, zwei davon ausgewachsen und eines juvenil. Sehr umfangreich sind die Funde aus Córcoles (Provinz Guadalajara), die zusätzlich noch Funde der Wirbelsäule einschließen. Aus der Nähe von Madrid stammt der erste bekannte vollständige Schädel aus Spanien, der allerdings stark verdrückt ist. Ein ebenfalls vollständiger Schädel stammt aus Lengshuigou bei Lintong in der chinesischen Provinz Shaanxi, während aus Laogou im Kreis Hezheng (Provinz Gansu zahlreiche isolierte Zähne vorliegen. Mindestens zwei Individuen sind mit je einem Schädel, Unterkieferresten und postcranialen Skelettelementen aus der Tunggur-Formation der Inneren Mongolei überliefert, ein drittes Individuum wird durch einen weiteren juvenilen Unterkiefer angezeigt.

## Paläobiologie
Das teils gut erhaltene Fossilmaterial von Hispanotherium erlaubt Rückschlüsse auf die Lebensweise der Nashorngattung. Der tiefhängende Schädel und die relativ hochkronigen Zähne mit ihrem hohen Anteil an Zahnzement lassen darauf schließen, dass sie sich hauptsächlich grasfressend ernährte (grazing) und ein Bewohner offener Landschaften war. Darauf verweisen auch die generell schlanken Gliedmaßen. Zudem zeigen die Vorderbeine nur wenige Unterschiede in der Länge von Humerus und Radius, was dafür spricht, das Hispanotherium recht schnellläufig war, für einen ausdauernden Läufer sind aber die Metadodien zu kurz. In der Ausprägung der jeweils zweiten Schneidezähne zeichnen sich im Fossilmaterial zwei abzugrenzende Größengruppen ab. Dies wird von einigen Paläontologen als Hinweis auf einen Sexualdimorphismus zwischen den Geschlechtern gedeutet.

## Stammesgeschichte
Hispanotherium entwickelte sich vermutlich auf der Iberischen Halbinsel in Westeuropa, wo es in Portugal und Spanien, aber auch in Frankreich nachgewiesen ist. Eine mögliche Ausgangsform war die Gattung Caementodon. Die ältesten Funde der Nashornart stammen aus dem Mittelmiozän und sind rund 18 Millionen Jahre alt. Vor rund 15 Millionen Jahren, gegen Ende des Mittleren Miozäns ist es erstmals in Asien zu finden. Funde liegen aus der Türkei und aus China vor. Zu jenem Zeitpunkt ist es in Europa nicht mehr nachweisbar, wahrscheinlich verschwanden sie hier aufgrund des sich wandelnden Klimas von warmen und trockenen zu kühleren und feuchteren Bedingungen. Die jüngsten Funde bisher stammen aus der Inneren Mongolei und sind etwa 11 bis 12 Millionen Jahre alt.

## Systematik
Hispanotherium gehört zu den Elasmotheriini, die einen allgemein großen Körperbau und Backenzähne mit hohen Zahnkronen besitzen. Aufgrund seines höheren Alters, seiner geringeren Größe sowie umfangreicherem Gebiss mit weniger hoch ausgebildeten Zahnkronen stellt es einen früheren Vertreter dar. Innerhalb der Elasmotheriini gehört die Nashornart zur Untertribus Iranotheriina, die durch ein Nasalhorn charakterisiert sind, und ist so näher mit Iranotherium und Ningxiatherium verwandt als mit dem eigentlichen Elasmotherium. Die Elasmotheriini selbst bilden das Schwestertaxon zu den Rhinocerotini, welche die heute lebenden Nashörner beinhalten.
Insgesamt wurden im Laufe der Forschungsgeschichte verschiedene Arten von Hispanotherium beschrieben, von denen heute aber nur fünf allgemein anerkannt sind:
- H. beonense (Antoine, 1997)
- H. corcolense Antoine, Alférez & Iñigo, 2002
- H. matritense (Prado, 1864)
- H. tungurense  Cerdeño, 1996
- H. wushanense  Sun, Wang, Ji, Pang, Shi, Hou, Sun & Wang, 2017

Die anderen beschriebenen Arten, H. grimmi, H. alpani und H. lintungensis werden heute als Synonym von H. matritense angesehen. Es gibt aber noch weitere Synonymarten, die ursprünglich anderen Gattungen, wie Caementodon, Bergertherium oder Chilotherium zugewiesen wurden.
Die Typusart stellt H. matritense dar. Diese wurde 1864 vom spanischen Geologen Casiano de Prado als Rhinoceros matritensis erstmals beschrieben. Der Holotyp umfasst einzelne Zähne, die in Madrid gefunden wurden. Die heute korrekte Gattungsbezeichnung Hispanotherium wurde hingegen von den ebenfalls spanischen Geologen Miguel Crusafont und Josep Fernández de Villalta 1947 eingeführt. Im Jahr 1996 beschrieb Esperanza Cerdeño die Art H. tungurense anhand von Funden aus Tunggur (Innere Mongolei, China), die schon 1928 gefunden wurden und im dortigen Museum aufbewahrt sind. Von Pierre-Olivier Antoine stammt 1997 die Beschreibung der Art Aegyrcitherium beonensis, der mehr als 200 Funde von Schädelresten und postcranialem Skelettmaterial aus Montréal-du-Gers (Département Gers, Frankreich) zu Grunde lagen, die wenigsten zwölf Individuen zugeordnet werden können. Kurt Heissig sah in dieser Art aber 1999 die Vorgängerform der Gattung Hispanotherium. Heute bildet sie als H. beonense die Basisform von Hispanotherium.